# Uchidella okamotoi
Uchidella okamotoi är en stekelart som först beskrevs av Tohru Uchida 1936.  Uchidella okamotoi ingår i släktet Uchidella och familjen brokparasitsteklar. Inga underarter finns listade i Catalogue of Life.